# Ellucana chelicerata
Ellucana chelicerata är en kräftdjursart som beskrevs av Por och Ernst Marcus 1972. Ellucana chelicerata ingår i släktet Ellucana och familjen Canuellidae. Inga underarter finns listade i Catalogue of Life.